# Delchev Ridge

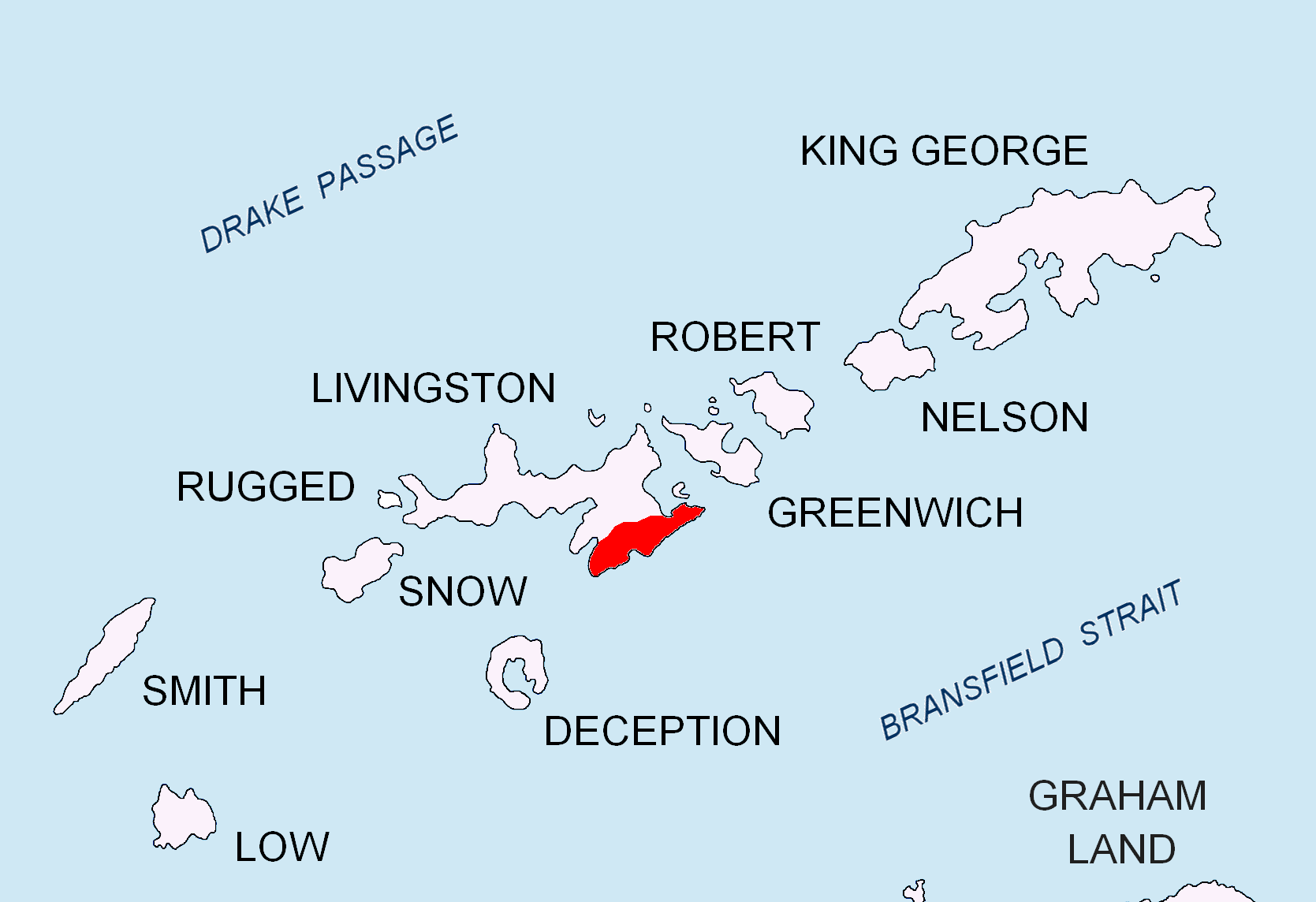
La posizione dei Monti Tangra nell'Isola Livingston delle Isole Shetland Meridionali, in Antartide.

Il Delchev Ridge (in lingua bulgara: Делчев хребет, Deltchev chrebet) è la dorsale orientale dei Monti Tangra, nella parte orientale dell'Isola Livingston, nelle Isole Shetland Meridionali, in Antartide.
La denominazione è stata assegnata in associazione con quella della sua vetta più elevata, il Delchev Peak alto circa 940 m e intitolato al combattente bulgaro per la libertà Goce Delčev (1872-1903).

## Caratteristiche
La dorsale si estende per circa 10 km in direzione est-nordest dalla Devin Saddle al Renier Point.
I versanti settentrionali della dorsale, compresi tra Elena Peak e Renier Point, assieme alla porzione dell'adiacente Sopot Ice Piedmont, sono un sito popolare per lo sci fuori pista e l'arrampicata. Gli sciatori che arrivano in zona con le navi da crociera per visitare l'Isola Half Moon, possono raggiungere la terraferma per mezzo di gommoni gonfiabili.

## Localizzazione
Il punto centrale della dorsale è posizionato alle coordinate 62°37′55″S 59°54′15″W. La dorsale fu mappata dal britannico Directorate of Overseas Surveys nel 1968, seguita da una mappatura argentina nel 1980 e da una bulgara nel 2005 e 2009.

## Elevazioni principali
La vetta più elevata è il Delchev Peak (62°38′28″S 59°56′16″W) che si innalza fino a 940 m.
Altri picchi della dorsale sono:
- Ruse Peak (800 m),
- Asen Peak (800 m),
- Peter Peak (850 m),
- Kuber Peak (770 m),
- Elena Peak (700 m),
- Spartacus Peak (650 m),
- Yavorov Peak (640 m),
- Paisiy Peak (550 m).

## Mappe
- South Shetland Islands. Scale 1:200000 topographic map No. 3373. DOS 610 – W 62 58. Tolworth, UK, 1968.
- Islas Livingston y Decepción.  Mapa topográfico a escala 1:100000.  Madrid: Servicio Geográfico del Ejército, 1991.
- S. Soccol, D. Gildea and J. Bath. Livingston Island, Antarctica. Scale 1:100000 satellite map. The Omega Foundation, USA, 2004.
- L.L. Ivanov et al., Antarctica: Livingston Island and Greenwich Island, South Shetland Islands (from English Strait to Morton Strait, with illustrations and ice-cover distribution), 1:100000 scale topographic map, Antarctic Place-names Commission of Bulgaria, Sofia, 2005
- L.L. Ivanov. Antarctica: Livingston Island and Greenwich, Robert, Snow and Smith Islands. Scale 1:120000 topographic map. Troyan: Manfred Wörner Foundation, 2010. ISBN 978-954-92032-9-5 (First edition 2009. ISBN 978-954-92032-6-4)
- Antarctic Digital Database (ADD). Scale 1:250000 topographic map of Antarctica. Scientific Committee on Antarctic Research (SCAR), 1993–2016.